# Shelley Winters
Shelley Winters, nome artístico de Shirley Schrift (St. Louis, 18 de agosto de 1920 — Beverly Hills, 14 de janeiro de 2006) foi uma premiada atriz norte-americana cuja carreira durou sete décadas. Ela ganhou dois Oscars por O Diário de Anne Frank (1959) e Quando Só o Coração Vê (1965), além de duas indicações por Um Lugar ao Sol (1951) e O Destino de Poseidon (1972). Na televisão, ela teve um papel recorrente na sitcom Roseanne. Winters também escreveu três livros autobiográficos.

## Carreira
Uma das mais respeitáveis atrizes da "era de ouro" de Hollywood, Shelley Winters  começou a carreira nos anos 40, quando se mudou para Nova Iorque, e onde estudou no famoso Actors Studio, na época ainda dirigido por seu fundador Lee Strasberg. Logo, ela foi para Hollywood, contratada pela Columbia Pictures. No estúdio, atuou em papéis quase sempre secundários e muitas vezes nem creditados. Após uma passagem pela Broadway, retornou a Hollywood, assinando com a Universal Pictures. Lá, interpretou seu primeiro personagem de importância, no filme A Double Life, em 1947.
O reconhecimento como atriz de talento veio em 1951, através de sua atuação em A Place in the Sun, de George Stevens. Por este papel, recebeu sua primeira indicação ao Oscar na categoria de "Melhor Atriz". Nos anos 50, Shelley atuou em importantes filmes, como 'Executive Suite (1954), de Robert Wise; The Night of the Hunter (1955), único filme dirigido por Charles Laughton; The Big Knife (1955), de Robert Aldrich; e The Diary of Anne Frank (1959), novamente dirigida por George Stevens. Por esse filme, recebeu o Oscar de "Melhor Atriz Coadjuvante".
Em 1962, a atriz interpretou a mãe da ninfeta "Lolita", no filme homônimo, dirigido por Stanley Kubrick e baseado em romance de Nabokov. Os críticos consideram essa como a sua melhor atuação e, por ela, recebeu uma indicação ao Globo de Ouro de "Melhor Atriz Coadjuvante". O segundo Oscar veio com Quando só o coração vê (A Patch of Blue, de 1965), dirigido por Guy Green. Ainda nos anos 60, Shelley Winters apareceu em outros produções, como Como conquistar as mulheres (Alfie, de 1966), refilmado em 2004, e Harper – O caçador de aventuras (Harper, de 1966).
Nos anos 70, a atriz recebeu nova indicação ao Oscar e ganhou seu único Globo de Ouro, desta vez pela personagem obesa e com talento para a natação, em O destino do Poseidon, de Ronald Neame. Winters engordou vários quilos para o papel, e nunca mais os perdeu. Shelley Winters teve ainda mais cinco participações de destaque no cinema, em 1971 em "Quem espancou Tia Roo? (Who slew auntie Roo?), na comédia Próxima parada, bairro boêmio (Next Stop, Greenwich Village, de 1975), dirigido por Paul Mazursky; no suspense O inquilino (The Tenant, de 1976), dirigido por Roman Polanski; em S.O.B. (idem, de 1981), dirigido por Blake Edwards; e a adaptação de Henry James, Retrato de uma dama (The Portrait of a Lady, de 1996), de Jane Campion.

## Filmografia
| Ano  | Título                                 | Papel                              | Nota(s)                                    |
| ---- | -------------------------------------- | ---------------------------------- | ------------------------------------------ |
| 1943 | There's Something About a Soldier      | Norma                              | sem créditos                               |
| 1943 | What a Woman!                          | Secretária                         | sem créditos                               |
| 1944 | Sailor's Holiday                       | Gloria Flynn                       | como Shelley Winter                        |
| 1944 | Knickerbocker Holiday                  | Ulda Tienhoven                     | como Shelley Winter                        |
| 1944 | Cover Girl                             | Corista                            | sem créditos                               |
| 1944 | She's a Soldier Too                    | 'Silver' Rankin                    | sem créditos                               |
| 1944 | Dancing in Manhattan                   | Margie                             | sem créditos                               |
| 1944 | Together Again                         | Mulher fugindo da invasão na boate | sem créditos                               |
| 1945 | Tonight and Every Night                | Bubbles                            | sem créditos                               |
| 1945 | Escape in the Fog                      | Taxista                            | sem créditos                               |
| 1945 | A Thousand and One Nights              | Empregada                          | sem créditos                               |
| 1946 | The Fighting Guardsman                 | Nanette                            | sem créditos                               |
| 1946 | Two Smart People                       | Princesa                           | sem créditos                               |
| 1946 | Susie Steps Out                        | Cantora                            |                                            |
| 1946 | Abie's Irish Rose                      | Dama de honra                      | sem créditos                               |
| 1947 | New Orleans                            | Miss Holmbright                    | sem créditos                               |
| 1947 | Living in a Big Way                    | Garota da Liga Júnior              | sem créditos                               |
| 1947 | The Gangster                           | Hazel – Caixa                      | sem créditos                               |
| 1947 | Killer McCoy                           | Garçonete / Caçadora de Autógrafos | sem créditos                               |
| 1947 | A Double Life                          | Pat Kroll                          |                                            |
| 1948 | Red River                              | Garota do salão de dança           | sem créditos                               |
| 1948 | Larceny                                | Tory                               |                                            |
| 1948 | Cry of the City                        | Brenda Martingale                  |                                            |
| 1949 | Take One False Step                    | Catherine Sykes                    |                                            |
| 1949 | The Great Gatsby                       | Myrtle Wilson                      |                                            |
| 1949 | Johnny Stool Pigeon                    | Terry Stewart                      |                                            |
| 1950 | Winchester '73                         | Lola Manners                       |                                            |
| 1950 | South Sea Sinner                       | Coral                              |                                            |
| 1950 | Frenchie                               | Frenchie Fontaine                  |                                            |
| 1951 | A Place in the Sun                     | Alice Tripp                        | Indicada-Oscar de Melhor Atriz             |
| 1951 | He Ran All the Way                     | Peggy Dobbs                        |                                            |
| 1951 | Behave Yourself!                       | Kate Denny                         |                                            |
| 1951 | The Raging Tide                        | Connie Thatcher                    |                                            |
| 1952 | Phone Call from a Stranger             | Binky Gay                          |                                            |
| 1952 | Meet Danny Wilson                      | Joy Carroll                        |                                            |
| 1952 | Untamed Frontier                       | Jane Stevens                       |                                            |
| 1952 | My Man and I                           | Nancy                              |                                            |
| 1954 | Tennessee Champ                        | Sarah Wurble                       |                                            |
| 1954 | Saskatchewan                           | Grace Markey                       |                                            |
| 1954 | Executive Suite                        | Eva Bardeman                       |                                            |
| 1954 | Playgirl                               | Fran Davis                         |                                            |
| 1954 | Mambo                                  | Toni Salermo                       |                                            |
| 1954 | To Dorothy a Son                       | Myrtle La Mar                      |                                            |
| 1955 | I Am a Camera                          | Natalia Landauer                   |                                            |
| 1955 | The Night of the Hunter                | Willa Harper                       |                                            |
| 1955 | The Big Knife                          | Dixie Evans                        | como Miss Shelley Winters                  |
| 1955 | The Treasure of Pancho Villa           | Ruth Harris                        |                                            |
| 1955 | I Died a Thousand Times                | Marie Garson                       |                                            |
| 1959 | The Diary of Anne Frank                | Sra. Petronella Van Daan           | Ganhou-Oscar de Melhor Atriz Coadjuvante   |
| 1959 | Odds Against Tomorrow                  | Lorry                              |                                            |
| 1960 | Let No Man Write My Epitaph            | Nellie Romano                      |                                            |
| 1961 | The Young Savages                      | Mary diPace                        |                                            |
| 1962 | Lolita                                 | Charlotte Haze                     |                                            |
| 1962 | The Chapman Report                     | Sarah Garnell                      |                                            |
| 1963 | The Balcony                            | Madame Irma                        |                                            |
| 1963 | Wives and Lovers                       | Fran Cabrell                       |                                            |
| 1964 | A House Is Not a Home                  | Polly Adler                        |                                            |
| 1964 | Time of Indifference                   | Lisa                               |                                            |
| 1965 | The Greatest Story Ever Told           | Mulher Curada                      |                                            |
| 1965 | A Patch of Blue                        | Rose-Ann D'Arcey                   | Ganhou-Oscar de Melhor Atriz Coadjuvante   |
| 1966 | Harper                                 | Fay Estabrook                      |                                            |
| 1966 | Alfie                                  | Ruby                               |                                            |
| 1966 | The Three Sisters                      | Natalya                            |                                            |
| 1967 | Enter Laughing                         | Sra. Emma Kolowitz                 |                                            |
| 1968 | The Scalphunters                       | Kate                               |                                            |
| 1968 | Wild in the Streets                    | Mrs. Daphne Flatow                 |                                            |
| 1968 | Buona Sera, Mrs. Campbell              | Shirley Newman                     |                                            |
| 1969 | The Mad Room                           | Sra. Armstrong                     |                                            |
| 1969 | Arthur? Arthur!                        | Hester Green                       |                                            |
| 1970 | Bloody Mama                            | "Ma" Kate Barker                   |                                            |
| 1970 | How Do I Love Thee?                    | Lena Marvin                        |                                            |
| 1970 | Flap                                   | Dorothy Bluebell                   |                                            |
| 1971 | What's the Matter with Helen?          | Helen                              |                                            |
| 1972 | Something to Hide                      | Gabriella                          |                                            |
| 1972 | Whoever Slew Auntie Roo?               | Sra. Forrest                       |                                            |
| 1972 | The Poseidon Adventure                 | Belle Rosen                        | Indicada-Oscar de Melhor Atriz Coadjuvante |
| 1973 | Blume in Love                          | Sra. Cramer                        |                                            |
| 1973 | Cleopatra Jones                        | Mamãe                              |                                            |
| 1973 | The Stone Killer                       | Mulher bêbada na delegacia         | sem créditos                               |
| 1975 | Poor Pretty Eddie                      | Bertha                             |                                            |
| 1975 | That Lucky Touch                       | Diana Steedeman                    |                                            |
| 1975 | Journey Into Fear                      | Sra. Mathews                       |                                            |
| 1975 | Diamonds                               | Zelda Shapiro                      |                                            |
| 1976 | La dahlia scarlatta                    | Catrina                            |                                            |
| 1976 | The Tenant                             | A Porteira                         |                                            |
| 1976 | Next Stop, Greenwich Village           | Faye Lapinsky                      |                                            |
| 1976 | Mimì Bluette... fiore del mio giardino | Caterina                           |                                            |
| 1977 | Tentacles                              | Tillie Turner                      |                                            |
| 1977 | An Average Little Man                  | Amalia Vivaldi                     |                                            |
| 1977 | Pete's Dragon                          | Lena Gogan                         |                                            |
| 1977 | Black Journal                          | Lea                                |                                            |
| 1978 | King of the Gypsies                    | Rainha Rachel                      |                                            |
| 1979 | The French Atlantic Affair             | Helen Wabash                       |                                            |
| 1979 | The Visitor                            | Jane Phillips                      |                                            |
| 1979 | City on Fire                           | Enfermeira Andrea Harper           |                                            |
| 1979 | The Magician of Lublin                 | Elzbieta                           |                                            |
| 1981 | S.O.B.                                 | Eva Brown                          |                                            |
| 1981 | Looping                                | Carmen                             |                                            |
| 1983 | Fanny Hill                             | Sra. Cole                          |                                            |
| 1984 | Over the Brooklyn Bridge               | Becky                              |                                            |
| 1984 | Ellie                                  | Cora Jackson                       |                                            |
| 1985 | Déjà Vu                                | Olga Nabokova                      |                                            |
| 1986 | The Delta Force                        | Edie Kaplan                        |                                            |
| 1986 | Witchfire                              | Lydia                              |                                            |
| 1986 | Very Close Quarters                    | Galina                             |                                            |
| 1988 | Purple People Eater                    | Rita                               |                                            |
| 1989 | An Unremarkable Life                   | Evelyn McEllany                    |                                            |
| 1990 | Touch of a Stranger                    | Ida                                |                                            |
| 1991 | Stepping Out                           | Sra. Fraser                        |                                            |
| 1992 | Weep No More, My Lady                  | Vivian Morgan                      |                                            |
| 1993 | The Pickle                             | Yetta                              |                                            |
| 1994 | The Silence of the Hams                | Sra. Motel                         |                                            |
| 1995 | Heavy                                  | Dolly Modino                       |                                            |
| 1995 | Backfire!                              | A Boa Tenente                      |                                            |
| 1995 | Jury Duty                              | Mãe                                |                                            |
| 1995 | Mrs. Munck                             | Tia Monica                         |                                            |
| 1995 | Raging Angels                          | Vovó Ruth                          |                                            |
| 1996 | The Portrait of a Lady                 | Sra. Touchett                      |                                            |
| 1998 | Gideon                                 | Sra. Willows                       |                                            |
| 1999 | La bomba                               | Prof. Summers                      |                                            |
| 2006 | A-List                                 | Ela mesma                          |                                            |